# Ботанический сад Мадейры
Ботанический сад Мадейры (порт. Jardim Botânico da Madeira) — ботанический сад в городе Фуншал на острове Мадейра в Португалии, открытый в 1960 году. Этот район ранее был частью поместья, принадлежавшего семье Уильяма Рида, основателя отеля «Belmond Reid's Palace».

## Описание
Сад разделен на шесть частей:

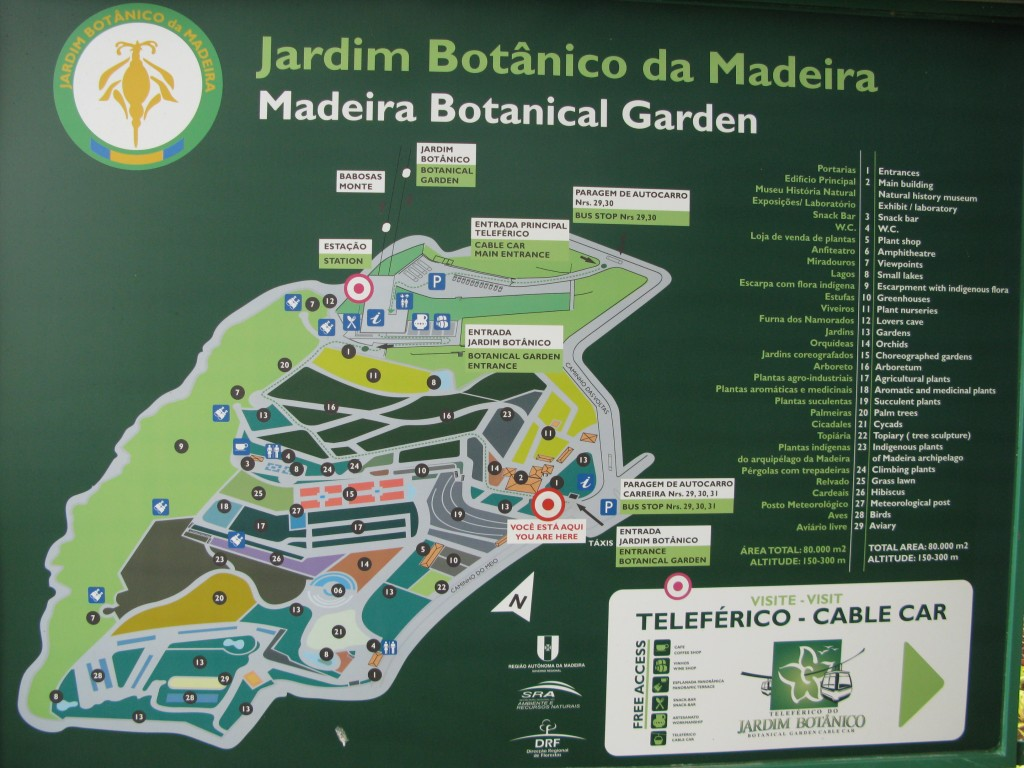
Ботанический сад Мадейры

- коренные и эндемичные виды Мадейры
- дендрарий (сбор деревьев и кустарников)
- суккуленты
- агропромышленные предприятия
- лекарственные и ароматические растения
- пальмы и саговники

Дендрарий расположен в северной части сада, суккуленты в центре-востоке, агропромышленные предприятия в центре, пальмы на юге. Остальные части сада покрыты цветами других видов флоры.
Сады включают парк птиц (Парк птиц Луро) и музей естественной истории с тремя залами. В парке птиц собрано около 300 экзотических птиц, в том числе голубой и жёлтый ара, какаду и лори.